# Forsand
Forsand er en kommune i Rogaland fylke i Norge. Den grænser i nord til Strand og Hjelmeland, i øst til Bykle og Sirdal, i syd til Gjesdal, og i vest til fjorden. Kommunecenteret hedder Forsand, hvor de fleste af indbyggerne bor. Jordbrug, sandproduktion og kraftproduktion er vigtigste næringsveje.
Fra 1. januar 2020 bliver Forsand lagt sammen med Sandnes.

## Seværdigheder
Af seværdigheder i Forsand kommune kan særlig nævnes fjeldformatinen Prædikestolen, som er et fjeldplateau ca. 600 m over Lysefjorden. Det lokale navnet er Hyvlatånnå. Lysefjorden er lang og smal med stejle sider, og blev i sin tid beskrevet af Jules Verne som særlig frygtindgydende. Navnet har den efter den lyse granit i fjeldsiderne. Ellers er fjeldmassivet Kjerag nær Lysebotn et meget populært sted for basehoppere og fjeldklatrere fra mange lande, med sine 1000 m nesten lodret fald til Lysefjorden. Her ligger Kjeragbolten, en rund sten 3–4 m stor, som er kilet ind i en fjeldsprække yderst på Kjeragplateauet.
På Fossanmoen er det fundet rester af en landsby fra slutningen af ældre jernalder, og der er bygget et besøgscenter, kaldt Landa, med kopier af huse fra jernalder og bronzealder. Man mener der har boet folk her fra ca. 1500 f.Kr. til ca. 600 e.Kr. Et par kilometer fra Landa ligger en moræne i sydenden av Haukalivatnet. Det var denne moræne som ca. år 1823 inspirerede bjergprofessor Jens Esmark til at fremsætte teorien om at hele Skandinavien havde været dækket af is.